# Klub rváčů

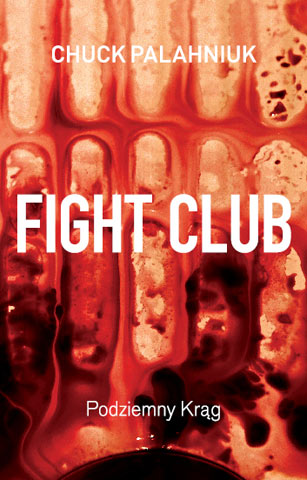
Přebal díla

Klub rváčů (v originále Fight Club) je první publikovaný román amerického spisovatele Chucka Palahniuka, vydaný v roce 1996. V českém překladu Jindřicha Manďáka byl v nakladatelství Volvox Globator poprvé vydán v roce 2000 (později román přeložil i Richard Podaný). Román je hořkou a cynickou satirou na konzumní americkou společnost a její vliv na člověka. V roce 1999 byl zfilmován režisérem Davidem Fincherem. Světová divadelní premiéra se uskutečnila v roce 2007, dramatizaci provedlo Činoherní studio Ústí nad Labem, režie Filip Nuckolls.

## Děj
Kniha začíná ve fiktivní budově Parker-Morris, ve které Tyler drží hlaveň pistole v ústech hlavního hrdiny, kapitola neuzavřeně končí.
Vypravěč a zároveň hlavní hrdina knihy není v knize pojmenován (ve filmu je pojmenován několikrát různými jmény, nejčastěji jako Joe, jak ho na základě některých narážek označují i fanoušci knihy, avšak pouze v českém dabingu, v originále je ve filmu bezejmenný). Je to bezvýznamný úředník v nekonkretizované firmě, trpí nespavostí, účastní se pod různými přezdívkami terapeutických skupin různých nemocí, kde mu lidské utrpení slouží jako terapie proti nespavosti. Seznamuje se na nich také s Marlou Singerovou, která taky navštěvuje všemožné podpůrné (terapeutické) skupiny, protože, díky tomu, že vidí kam život směřuje, tak chce prožívat každý okamžik svého života.
Jeho život získává smysl až poté, co potká charismatického psychopata jménem Tyler Durden, později se stanou spolubydlícími ve starém domě, squatu na Paper street č. 5123. Pracují společně v různých špatně placených zaměstnáních, kde se mstí lidem (jako promítači vkládáním erotických záběrů do dětských filmů, jako číšníci močením do polévky a podobně). Marla se do Tylera zamiluje a prožívají spolu velmi zvláštní vztah, který je založen hlavně na sexu. Poté spolu založí organizaci jménem Klub rváčů, v níž mezi sebou muži bez lítosti bojují – chtějí bojovat se světem, ale není jim pro to poskytnut prostor. Klub rváčů má vlastně jediné pravidlo: "Nikdy nemluvit o klubu rváčů", které je pro zvýraznění opakováno většinou dvakrát. Tyler s hlavním hrdinou provádějí i různé chemické pokusy, vaří třeba mýdlo z tuku Marliny žijící matky, Marla si ho totiž schovávala k ním do mrazáku, aby z něj později mohla získat rodinný kolagen, který by na stáří mohla použít k vyhlazení vrásek. Oba si prodejem mýdla vydělávají peníze, tuk různě kradou. Marla se taky nešťastnou náhodou pokusila o sebevraždu, Tyler ji zachránil.
Klub rváčů se stává stále oblíbenějším, až se z něj vyvine Projekt Devastace (v orig. Project Mayhem), jakási teroristická bojůvka, jejímž cílem je zničit lidskou civilizaci. Tyler vytvoří svébytnou filosofii a rituály, organizace se stane rozsáhlou a úspěšnou (provádí atentáty, vraždy, mrzačení), až nakonec chce pomocí amatérsky vyrobených bomb zničit Parker-Morris Building, fiktivní nejvyšší budovu na světě.
Závěr navazuje přímo na první kapitolu, Tyler chce sebe, vypravěče a také členy klubu při výbuchu zabít jako mučedníky za projekt, jenže před výbuchem vypravěč odhalí, že Tyler je vlastně on sám, jeho druhá schizofrenická identita, nebo snad imaginární přítel (ve filmové verzi je tato varianta ukázána v podstatě od začátku, v knize ale až jako pointa). Bomby nevybuchnou, protože byly chybně zkonstruovány, Tyler „umírá“ a vypravěč je umístěn v psychiatrické léčebně.

## Postavy
- Tyler Durden je postava z románu Chucka Palahniuka. Je to imaginární Já hlavní postavy, jejíž jméno není v románu ani ve filmové adaptaci zmiňováno. Tyler Durden je velice aktivní protikonzumní bojovník s vysokou mírou agresivity a nesnášenlivosti vůči nesmyslnosti života v „západní civilizaci“.
- Marla Singerová "turistka" podpůrných skupin, jež podvodně navštěvuje za účelem poznání beznadějnosti. V těchto skupinách se seznamuje s Tylerovým alteregem, který skupiny navštěvuje také jako podvodník. Později má sexuální vztah s Tylerem.

## Styl
Již v prvotině (pozn.: nejedná se o Palahniukovu prvotinu, nýbrž o jeho první vydanou knihu, jeho prvotinou jsou Invisible monsters, v češtině Neviditelné příšery, tato kniha byla však vydána až po Palahniukově úspěchu, hlavně s klubem rváčů) se plně projevuje Palahniukův svébytný styl. Román je psán minimalisticky, užívá jednoduché a krátké věty, do románu pronikají i filosofické a náboženské úvahy (mnohdy vložené do úst Tylera, který hraje roli jakéhosi proroka) a typický cynický humor. Refrény této knihy (užití refrénů je pro Palahniuka typické) jsou spojení typu: „Jackova prodloužená mícha“. Text je i na Palahniuka poměrně obtížně čitelný, zejména v závěrečné kapitole v psychiatrické léčebně, kde hrdinovo šílenství dostává mystickou podobu. Do knihy je vloženo několik filozofických básní formou haiku. Román je volně založen na Palahniukově prvním románu, nazvaném Insomnia (tj. Nespavost, napsáno počátkem devadesátých let), původní text ale nebyl publikován. Dle autorova tvrzení je román inspirován rvačkou v campingu, které se kdysi účastnil. Zmiňování různých bizarních znalostí jako parodie na výchovné romány pro mládež je v tomto románu kontroverznější, než v kterémkoli jiném - Tyler totiž v knize podává návody na výrobu napalmu a různých výbušnin (ve filmové verzi byly návody upraveny tak, aby byly nefunkční, návody z knižní verze ale údajně fungují).

## Filmová adaptace
V roce 1999 byla kniha zfilmována režisérem Davidem Fincherem, v hlavních rolích Edward Norton ("bezvýznamný" řadový úředník), Brad Pitt (Tyler Durden, úředníkovo vysněné "druhé já"), Helena Bonham Carter (Marla Singerová).